# Strada principale 11
La strada principale 11 è una delle strade principali della Svizzera.

## Percorso
La strada n. 11 è definita dai seguenti capisaldi d'itinerario: "Vionnaz (strada principale n. 21) - raccordo N 9-Aigle - Aigle - Le Sépey - Col des Mosses - Château-d'Oex - Saanen - Zweisimmen - Spiez - Interlaken - Innertkirchen - passo del Susten - Wassen".